# Font del Xopet
La Font del Xopet és una font a la riba dreta del Barranc de la Serra a uns 148 metres sobre el nivell mitjà del mar. Aquest barranc va en direcció oest-est pel massís càrstic del Mondúber, al terme de Xeraco (Safor).

## Etimologia
El nom pot provenir del diminutiu del nom de l'arbre xop (populus nigra) que sovint creix a les vores de barrancs amb bon perfil edàfic, cosa que no ocorre en el nostre cas. També pot provenir del diminutiu de xop (mullat).

## Hidrologia i paisatge
La font té un cabal hidràulic molt xicotet al llarg de tot l'any, gràcies a l'alimentació suficient de les aigües de pluja que faciliten una recàrrega suficient dels corrents subterranis i l'existència d'una roca permeable on s'emmagatzemen les aigües, la gruixària de la roca que no deixa passar l'aigua a més profunditat i que la roca permeable, farcida d'aigua, queda al descobert pel pendent dels vessants de la muntanya.
El paisatge que es guaita des de la font és una mostra de vegetació de barranc que de seguida passa a la formació d'arbusts i mates mediterrànies, havent-se perdut els exemplars de carrasques, i solament persistint els pins.

## Accés i localització
Està integrada al sender PR-CV183 Les Fonts de Xeraco, que reuneix les fonts més importants del vessant oriental del massís.
La font brolla en la fita de la parcel·la 302 del Polígon 9 de la partida judicial d'El Bancal i el Barranc de la Serra (domini públic).
El 2010 l'ajuntament de Xeraco va acabar obres per millorar l'accés a la font, considerada com una de les zones més boniques del poble. En quant al paratge del qual forma part aquesta font, a més del propi barranc de la Serra es pot dir que està dins del Clot de la Penya Negra.

## Amenaces
El voltant de la font està amenaçat pel trànsit desordenat de senderistes, ciclistes i motoristes, que obrin noves variants de la senda, degraden la coberta vegetal i augmenten l'erosivitat del sòl.
Altres comportaments inadequats són el trencament de mobiliari auxiliar, llançament de residus per terra.